# Aşık oldum (Didai didai dai)
 Aşık oldum (Didai didai dai), Canção da Turquia no Festival Eurovisão da Canção 1985.
"Aşık oldum (Didai didai dai)" foi a canção turca no Festival Eurovisão da Canção 1985, cantado em turco pela banda-trio MFÖ. "Aşık oldum", significa ("Estou apaixonado"), enquanto o resto não tem tradução direta para nenhuma língua e não tem sentido algum. A canção tinha letra e música de Mazhar Alanson, Özkan Uğur e Fuat Güner (os membros da banda) e a orquestração esteve a cargo de Garo Mafyan.
A canção tem um arranjo que se assemelha ao existente nas ilhas tropicais e os cantores falam sobre como o "amor apanhou-os" e como eles tentam evitar isso. Eles pedem ao amante deles deixem que todos saibam sobre os seus sentimentos mútuos, argumentando que a paciência não é suficiente.
A canção turca foi a sétima ser interpretada, a seguir à canção francesa "Femme dans ses rêves aussi," interpretada por Roger Bens e antes da canção belga "Laat me nu gaan", interpretada por Linda Lepomme. No final, terminou em 14.º lugar (empatada com a Espanha), tendo recebido 36 pontos.